# Your eyes only ～我曖昧的輪廓～
《Your eyes only〜我曖昧的輪廓〜》（日语：Your eyes only 〜曖昧なぼくの輪郭〜）為日本音樂團體EXILE（放浪兄弟）的出道單曲。2001年9月27日於日本發行。Oricon最高排行第4、初動銷量3.4萬張、累計25.0萬張。

## 解說
- 出道作品。初登場排行榜第8位，但是在劇中的插入曲採用英文版而讓銷售量大增，達到25萬張銷售量的紀錄。EXILE則不以此成就而自滿，還是到出身地附近到處巡迴，在俱樂部和演唱場地唱歌等，為了更打響知名度兒積極地進行活動。
- 第一次唱的時候是在人氣俱樂部ATOM《SASA FINAL LIVE＆ ATSUSHI, SHUN FIRST LIVE at ATOM》的活動。
- SHUN退出後的2006年4月，在MUSIC STATION以此曲為第一章做最後的演唱。
- 似乎原本是外國歌手的歌曲。

## 發行版本
CD

## 收錄歌曲
1. Your eyes only〜我曖昧的輪廓〜（日语：Your eyes only 〜曖昧なぼくの輪郭〜）
  - 作詞：Kenn Kato / 作曲：Face 2 fAKE / 編曲： Junior Vasquez
2. Your eyes only
  - 作詞：Kenn Kato / 作曲・編曲：Face 2 fAKE

富士電視台系月9日劇《奉子成婚》的插入曲
3. Your eyes only〜我曖昧的輪廓〜 (Instrumental)

## 備註
1. 1 2  . Oricon. 2001  [2013-01-23]. （原始内容存档于2013-05-11） （日语）.